# Trelleborg–Rostock

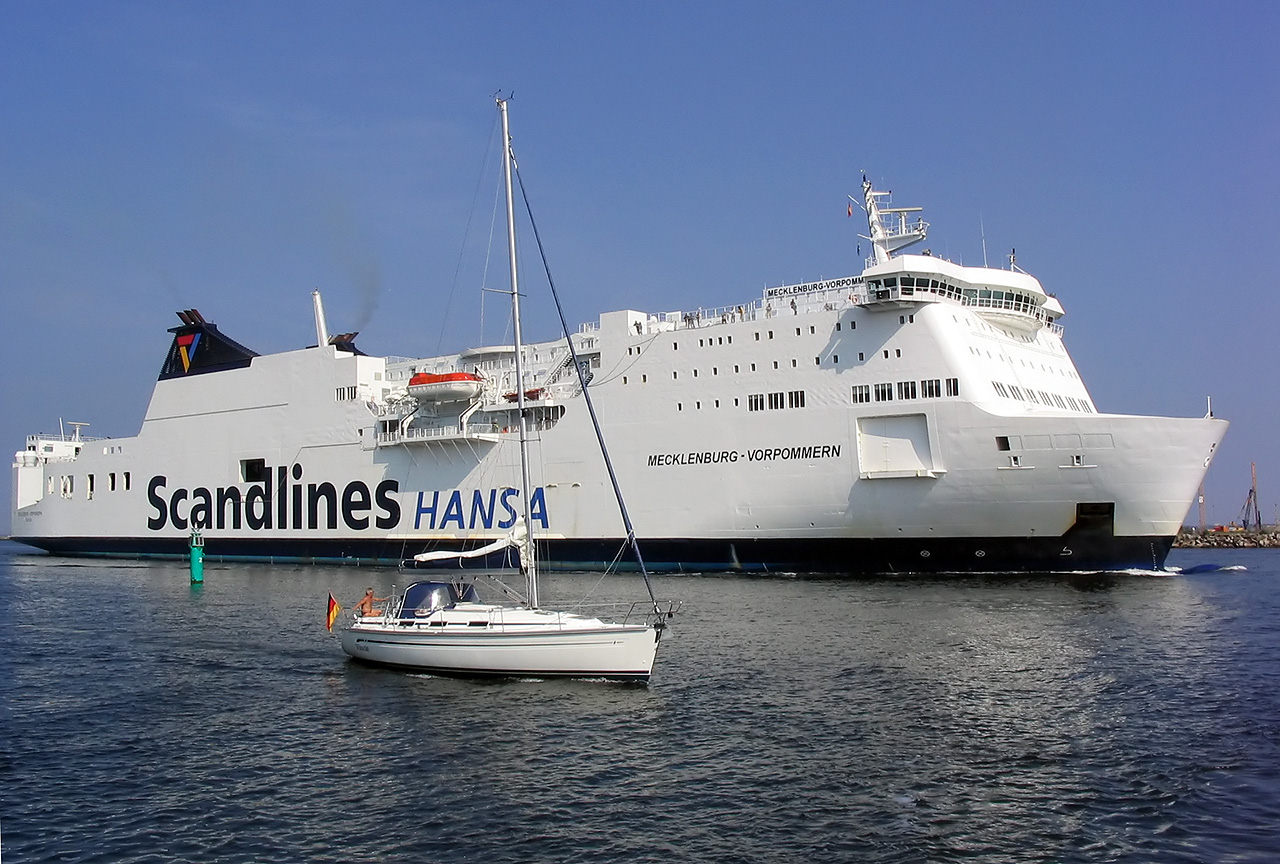
M/S Mecklenburg-Vorpommern i Rostock hamn.

Trelleborg-Rostock har två bil- och tågfärjelinjer mellan Trelleborg i Sverige och Rostock i Tyskland.  Rutten trafikeras av två bolag Stena Line och TT-Line. Ingen europaväg följer färjeleden.

## Historia
TT-Line bildade tillsammans med DSR (Deutsche Seereederei) TR-Line och började trafikera Trelleborg-Rostock den 10 januari 1992. Namnet ändrades 1996 till TT-Line.
SweFerry och Deutsche Fährgesellschaft Ostsee började trafik på rutten under namnet Hansa Ferry i juni 1994 med M/S Götaland och M/S Rostock. Trafiken fortsatte 1997 under namnet Scandlines Hansa när SweFerry bytte namn till Scandlines AB och Deutsche Fährgesellschaft Ostsee gick upp i Scandlines AG. Färjeläget i Rostock byggdes om för järnvägstrafik som fortsätter. Scandlines AB såldes till Stena line 1999, som har varit delägare till rutten sedan dess. Stena Line köpte 2012 Scandlines AG del av rutten.  Affären godkändes i juli av den tyska konkurrensmyndigheten Bundeskartellamant. Trafiken fortsätter med samma fartyg.

## Hamnar
Hamnen i Trelleborg vid Östersjön ligger nära stadens centrum. Det går lätt att komma ut på E6 och E22 norrut mot Malmö. Det finns kollektivtrafik med Skånetrafiken med tåg och buss. Järnvägstrafiken från tågfärjorna ansluter till Kontinentalbanan.
I Rostock vid Östersjön ligger hamnen bara 1 km från motorvägen. Det går att åka kollektivt med buss från Rostocks centrum.

## Trafik

### TT-Line
TT-Line trafikerar linjen med tre fartyg, varje fartyg gör 3 vändor per 48 timmar. Fartygen är M/S Tom Sawyer och M/S Huckleberry Finn. Överfartstiden är 6 timmar och 15 minuter för dagsfärjorna och 7 timmar för nattfärjorna. Det går vanligtvis tre turer per dag och riktning.

### Stena Line
Stena Line trafikerar linjen Trelleborg - Rostock med fartygen M/S Mecklenburg-Vorpommern och M/S Skåne. Överfartstiden är sex timmar på dagen och sju och en halv timma på natten, det går tre turer per dag och riktning.

## Källhänvisningar
1. ↑  TT-Line Historik
2. ↑  Sveriges Riksdag 1994 års redogörelse för företag med statligt ägande Skrivelse 1994/95:20 Statens Järnvägar sida 110
3. ↑  ”100 år på Östersjön 1990-talet”. Arkiverad från originalet den 17 januari 2005. https://web.archive.org/web/20050117014737/http://hem.passagen.se/sykora/1990.htm. Läst 30 september 2012.
4. ↑  KOMMANDOBRYGGAN STATENS JÄRNVÄGAR FÄRJEREDERIET
5. ↑  ”Mynewsdesk. Stena Line expanderar i Östersjön 2012-05-30”. Arkiverad från originalet den 10 november 2019. https://web.archive.org/web/20191110153840/http://www.mynewsdesk.com/se/pressreleases/stena-line-expanderar-i-oestersjoen-767120. Läst 10 november 2019.
6. ↑  Färjan mellan Trelleborg och Rostock
7. ↑  Trelleborg - Rostock | Turlista